# Onzonilla
Onzonilla ist ein Ort und eine nordspanische Gemeinde mit 1.942 Einwohnern (Stand: 2024) in der Provinz León und der Region Kastilien-León. Neben dem Hauptort Onzonilla besteht die Gemeinde aus den Ortschaften Antimio de Abajo, Sotico, Torneros del Bernesga, Vilecha und Viloria de la Jurisdicción.

## Lage und Klima
Onzonilla liegt etwa 14 Kilometer südsüdöstlich von León am Río Bernesga, der die östliche Gemeindegrenze bildet, im Nordwesten der Iberischen Meseta in einer Höhe von ca. 805 m. In der Gemeinde befindet sich das Autobahndreieck der Autovía A-66 mit der Autovía A-231.
Das Klima im Winter ist rau, im Sommer dagegen trocken und warm; der spärliche Regen (ca. 559 mm/Jahr) fällt überwiegend im Winterhalbjahr.

## Bevölkerungsentwicklung
| Jahr      | 1970 | 1981 | 1991 | 2001 | 2011 | 2021 |
| Einwohner | 1317 | 1286 | 1402 | 1456 | 1761 | 1857 |

Aufgrund der durch die Mechanisierung der Landwirtschaft und der Aufgabe von bäuerlichen Kleinbetrieben ausgelösten Landflucht ist die Bevölkerung der Kleinstadt seit der Mitte des 19. Jahrhunderts kontinuierlich gewachsen.

## Sehenswürdigkeiten
- Jakobuskirche in Onzonilla
- Kirche von Vilecha

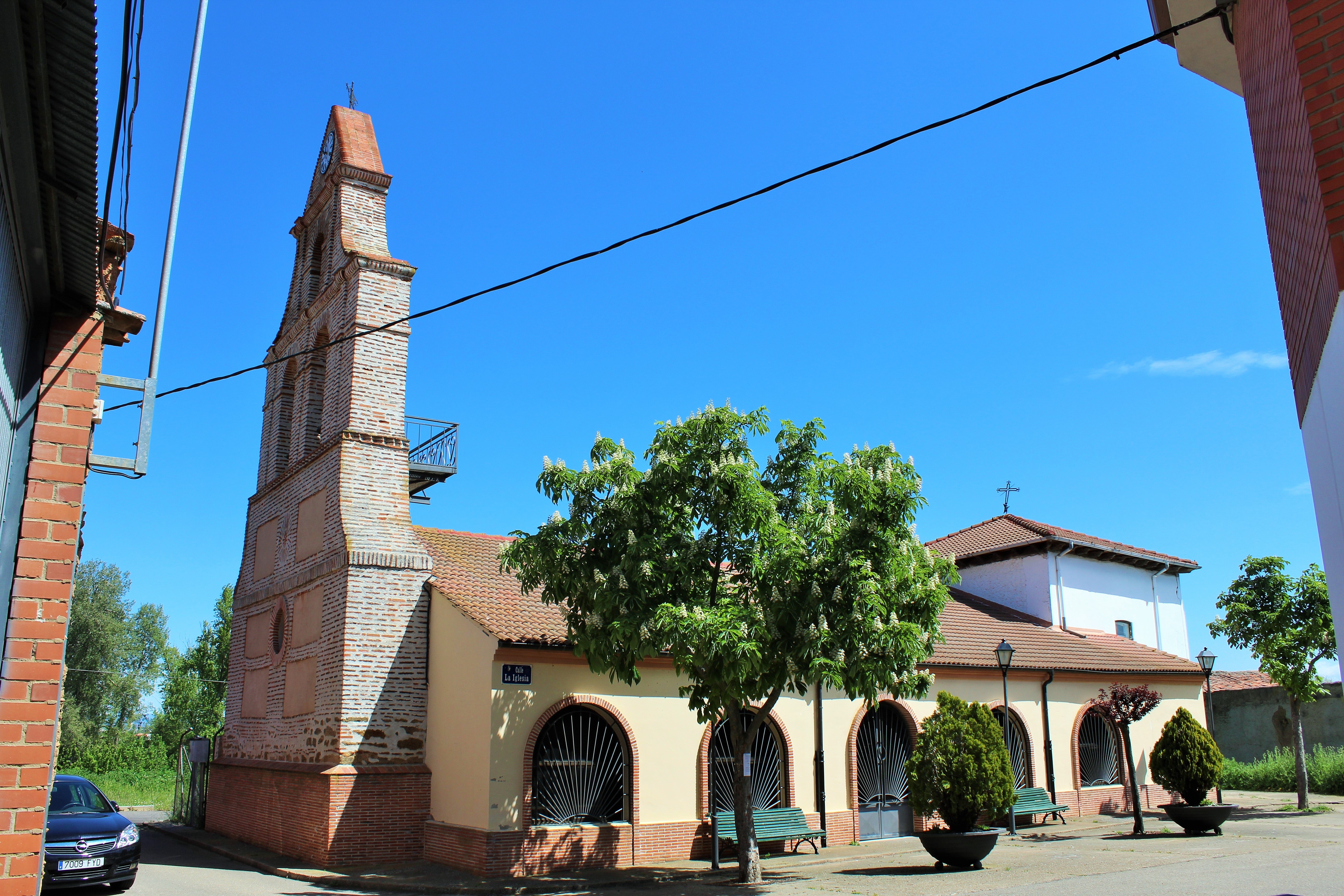
Jakobuskirche
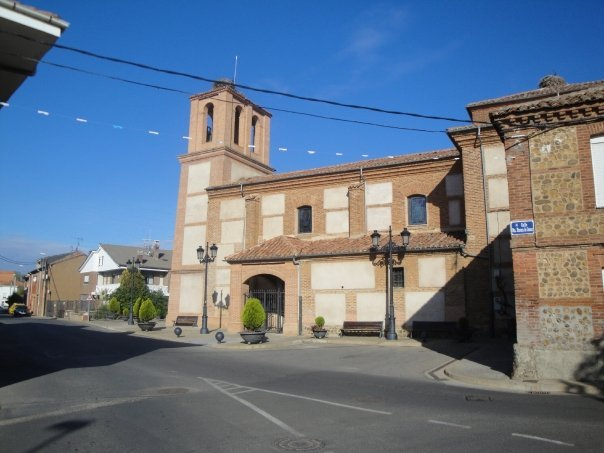
Kirche von Vilecha
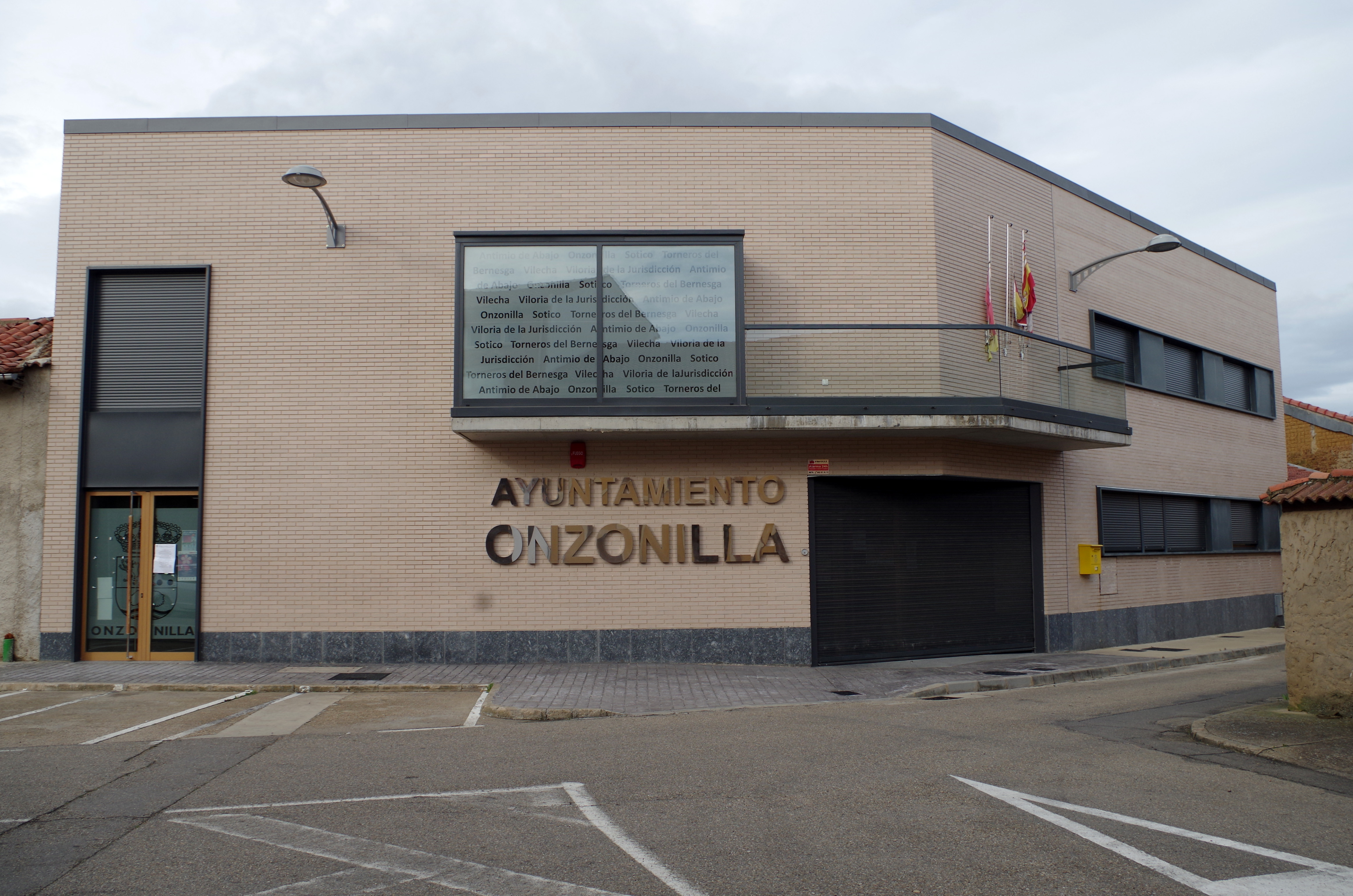
Rathaus